# Ціна безсмертя
«Ціна безсмертя» (іноді «Не тямлячи себе», англ. Self/less) — американський науково-фантастичний бойовик 2015 року, знятий режисером Тарсемом Сінгхом. Продюсери — Рам Бергман і Джеймс Д. Стерн; сценаристи — Алекс та Девід Пасторі. Гасло: «У безсмертя є побічні ефекти».

## Про фільм
Впродовж століть людство прагнуло до безсмертя, тисячі вчених кожен день працювали безперервно, щоби знайти спосіб знайти вічне життя. Завдяки технологічному і науковому прогресу людям, врешті, вдалося побороти свого головного ворога — смерть. Вчені знайшли спосіб перенести свідомість вмирущої людини в нове молоде тіло, створене за допомогою генної інженерії.
Однак ця процедура незаконна і вартує великих грошей, тому дозволити собі її може не кожен. Серед обраних виявляється і літній бізнесмен Дем'єн, що хворіє на важку форму онкозахворювання.
Дем'єн довго сумнівається, але розуміючи, що іншого шансу не буде, все ж погоджується. Прийшовши до тями в новому тілі, він починає жити заново. Спочатку все складається якнайкраще.
Але незабаром його починають мучити дивні видіння з чужого життя. Дем'єн починає підозрювати, що його нове тіло це не клон. А людина, у якої забрали життя…

## Знімались
| Актор            | Роль           |
| ---------------- | -------------- |
| Раян Рейнольдс   | молодий Дем'єн |
| Наталі Мартінез  | Меделін        |
| Метью Гуд        | Олбрайт        |
| Бен Кінгслі      | Дем'єн         |
| Віктор Ґарбер    | Мартін         |
| Дерек Люк        | Антон          |
| Мелора Гардін    | Джуді          |
| Мішель Докері    | Клер           |
| Семюел Пейдж     | Карл           |
| Брендан Маккарті | Антон-2        |
| Емілі Тремейн    | Меллорі        |
| Гріфф Ферст      | ЕМТ №1         |